# The Old North State

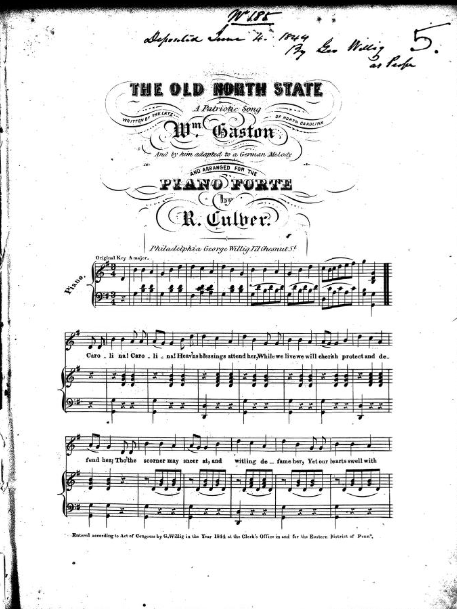
Partitura de "The Old North State".

The Old North State (en español: El Viejo Estado del Norte) es la canción oficial del estado de Carolina del Norte, en los Estados Unidos. Escrita por William Gaston en 1835 y con arreglos de la Sra. EE Randolph en 1926, fue adoptada como canción oficial por la Asamblea General de Carolina del Norte en 1927.

## Letra
Carolina! Carolina! Heaven's blessings attend her!

While we live, we will cherish, protect and defend her;

Tho' the scorner may sneer at, and witlings defame her,

Still our hearts swell with gladness whenever we name her.

Hurrah! Hurrah! The Old North State Forever

Hurrah! Hurrah! The good Old North State!

Tho' she envies not others, their merited glory,

Say whose name stands the foremost, in Liberty's story,

Tho' too true to herself e'er to crouch to oppression,

Who can yield to just rule a more loyal submission?

Hurrah! Hurrah! The Old North State forever!

Hurrah! Hurrah! The good Old North State!

Then let all those who love us, love the land that we live in,

As happy a region as on this side of heaven,

Where plenty and peace, love and joy smile before us,

Raise aloud, raise together the heart thrilling chorus.

Hurrah! Hurrah! The Old North State forever!

Hurrah! Hurrah! The good Old North State!

### Enespañol:
¡Carolina! ¡Carolina! ¡Que el cielo la bendiga!

Mientras vivamos, la cuidaremos, la protegeremos y la defenderemos;

Aunque el burlador pueda burlarse de ella y los detractores la difamen,

Todavía nuestros corazones se llenan de alegría cada vez que la nombramos.

¡Hurra! ¡Hurra! El Viejo Estado del Norte por siempre

¡Hurra! ¡Hurra! ¡El buen y viejo Estado del Norte!

Aunque no envidie a los demás, su gloria merecida,

Di qué nombre ocupa el primer lugar en la historia de la Libertad,

Aunque demasiado fiel a sí misma como para agacharse ante la opresión,

¿Quién podrá ceder ante una sumisión más leal?

¡Hurra! ¡Hurra! ¡El Viejo Estado del Norte por siempre!

¡Hurra! ¡Hurra! ¡El buen y viejo Estado del Norte!

Que todos los que nos aman, amen la tierra en la que vivimos,

Una región tan feliz como la de este lado del cielo,

Donde la abundancia y la paz, el amor y la alegría nos sonríen,

Levantemos en voz alta, levantemos juntos el corazón, coro conmovedor.

¡Hurra! ¡Hurra! ¡El Viejo Estado del Norte por siempre!

¡Viva! ¡Viva! ¡El buen y viejo Estado del Norte!